# جيرالد د. مورغان
جيرالد د. مورغان (بالإنجليزية: Gerald D. Morgan)‏ هو محامي أمريكي، ولد في 19 ديسمبر 1908 في نيويورك في الولايات المتحدة، وتوفي في 16 يونيو 1976 في Mustique ‏ في سانت فينسنت والغرينادين.